# Chattisham
 (juin 2018).
Si vous disposez d'ouvrages ou d'articles de référence ou si vous connaissez des sites web de qualité traitant du thème abordé ici, merci de compléter l'article en donnant les références utiles à sa vérifiabilité et en les liant à la section « Notes et références ».
Chattisham est une localité d'Angleterre, au Royaume-Uni, située dans le district de Babergh, comté du Suffolk.

## Démographie
En 2021, la population était de 171 habitants.